# Биология
Биоло́гия (греч. βιολογία; от др.-греч. βίος «жизнь» + λόγος «учение, наука») — наука о живых существах и их взаимодействии со средой обитания. Изучает все аспекты жизни, в частности: структуру, функционирование, рост, происхождение, эволюцию и распределение живых организмов на Земле. Классифицирует и описывает живые существа, происхождение их видов, взаимодействие между собой и с окружающей средой.
Как самостоятельная наука биология выделилась из естественных наук в XIX веке, когда учёные обнаружили, что все живые организмы обладают некоторыми общими свойствами и признаками, в совокупности не характерными для неживой природы. Термин «биология» был введён независимо несколькими авторами: Фридрихом Бурдахом в 1800 году, Готфридом Рейнхольдом Тревиранусом и Жаном Батистом Ламарком в 1802 году.

## Биологическая картина мира

Естественный отбор популяции на тёмную окраску.

В настоящее время биология — стандартный предмет в средних и высших учебных заведениях всего мира. Ежегодно публикуется более миллиона статей и книг по биологии, медицине, биомедицине и биоинженерии.
Называют пять принципов, объединяющих все биологические дисциплины в единую науку о живой материи[уточнить]:
- Клеточная теория — учение обо всём, что касается клеток. Все живые организмы состоят как минимум из одной клетки — основной структурно-функциональной единицы организмов. Базовые механизмы и химия всех клеток во всех земных организмах сходны; клетки происходят только от ранее существовавших клеток, которые размножаются путём клеточного деления. Клеточная теория описывает строение клеток, их деление, взаимодействие с внешней средой, состав внутренней среды и клеточной оболочки, механизм действия отдельных частей клетки и их взаимодействия между собой.
- Эволюция. Через естественный отбор и генетический дрейф наследственные признаки популяции изменяются из поколения в поколение.
- Теория гена. Признаки живых организмов передаются из поколения в поколение вместе с генами, которые закодированы в ДНК. Информация о строении живых существ или генотип используется клетками для создания фенотипа, наблюдаемых физических или биохимических характеристик организма. Хотя фенотип, проявляющийся за счёт экспрессии генов, может подготовить организм к жизни в окружающей его среде, информация о среде не передаётся назад в гены. Гены могут изменяться в ответ на воздействия среды только посредством эволюционного процесса.
- Гомеостаз. Физиологические процессы, позволяющие организму поддерживать постоянство своей внутренней среды независимо от изменений во внешней среде.
- Энергия. Атрибут любого живого организма, существенный для его состояния.

### Клеточная теория
Клетка — элементарная структурно-функциональная единица живых организмов. Согласно клеточной теории, всё живое состоит из одной или множества клеток, либо из продуктов секреции клеток, например: раковины, волосы, ногти. Все клетки сходны по своему химическому составу и общему строению. Клетка происходит только из другой материнской клетки путём её деления, и все клетки многоклеточного организма происходят из одной оплодотворённой яйцеклетки. Даже протекание патологических процессов, таких как бактериальная или вирусная инфекция, зависит от клеток, являющихся их фундаментальной частью.

### Эволюция
Центральная организующая концепция в биологии состоит в том, что жизнь со временем изменяется и развивается посредством эволюции, и что все известные формы жизни на Земле имеют общее происхождение. Это обусловило сходство основных единиц и процессов жизнедеятельности, упоминавшихся выше. Понятие эволюции было введено в научный лексикон Жаном-Батистом Ламарком в 1809 году. Чарльз Дарвин через пятьдесят лет установил, что её движущей силой является естественный отбор, так же как искусственный отбор сознательно применяется человеком для создания новых пород животных и сортов растений. Позже в синтетической теории эволюции дополнительным механизмом эволюционных изменений был постулирован генетический дрейф.
Эволюционная история видов, описывающая их изменения и генеалогические отношения между собой, называется филогенез. Информация о филогенезе накапливается из разных источников, в частности, путём сравнения последовательностей ДНК или ископаемых остатков и следов древних организмов. До XIX века считалось, что в определённых условиях жизнь может самозарождаться. Этой концепции противостояли последователи принципа, сформулированного Уильямом Гарвеем: «всё из яйца» (лат. Omne vivum ex ovo), основополагающего в современной биологии. В частности, это означает, что существует непрерывная линия жизни, соединяющая момент первоначального её возникновения с настоящим временем. Любая группа организмов имеет общее происхождение, если у неё имеется общий предок. Все живые существа на Земле, как ныне живущие, так и вымершие, происходят от общего предка или общей совокупности генов. Общий предок всех живых существ появился на Земле около 3,5 млрд лет назад. Главным доказательством теории общего предка считается универсальность генетического кода (см. происхождение жизни).

### Теория гена

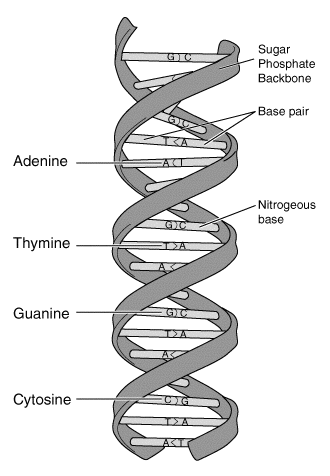
Схематический вид ДНК, первичного генетического материала

Форма и функции биологических объектов воспроизводятся из поколения в поколение генами, которые являются элементарными единицами наследственности. Физиологическая адаптация к окружающей среде не может быть закодирована в генах и быть унаследованной в потомстве (см. Ламаркизм). Все существующие формы земной жизни, в том числе, бактерии, растения, животные и грибы, имеют одни и те же основные механизмы, предназначенные для копирования ДНК и синтеза белка. Например, бактерии, в которые вводят ДНК человека, способны синтезировать человеческие белки.
Совокупность генов организма или клетки называется генотипом. Гены хранятся в одной или нескольких хромосомах. Хромосома — длинная цепочка ДНК, на которой может быть множество генов. Если ген активен, то последовательность его ДНК копируется в последовательности РНК посредством транскрипции. Затем рибосома может использовать РНК, чтобы синтезировать последовательность белка, соответствующую коду РНК, в процессе, именуемом трансляция. Белки могут выполнять каталитическую (ферментативную) функцию, транспортную, рецепторную, защитную, структурную, двигательную функции.

### Гомеостаз
Гомеостаз — способность открытых систем регулировать свою внутреннюю среду так, чтобы поддерживать её постоянство посредством множества корректирующих воздействий, направляемых регуляторными механизмами. Все живые существа, как многоклеточные, так и одноклеточные, способны поддерживать гомеостаз. На клеточном уровне, например, поддерживается постоянная кислотность внутренней среды (pH). На уровне организма у теплокровных животных поддерживается постоянная температура тела. В ассоциации с термином экосистема под гомеостазом понимают, в частности, поддержание растениями и водорослями постоянной концентрации атмосферного кислорода и диоксида углерода на Земле.

### Энергия
Выживание любого организма зависит от постоянного притока энергии. Энергия черпается из веществ, которые служат пищей, и посредством специальных химических реакций используется для построения и поддержания структуры и функционирования клеток. В этом процессе молекулы пищи используются как для извлечения энергии, так и для синтеза биологических молекул собственного организма.
Первичным источником энергии для подавляющего большинства земных существ является световая энергия, главным образом солнечная, однако некоторые бактерии и археи получают энергию посредством хемосинтеза. Световая энергия посредством фотосинтеза превращается растениями в химическую (органические молекулы) в присутствии воды и некоторых минералов. Часть полученной энергии затрачивается на наращивание биомассы и поддержание жизни, другая часть теряется в виде тепла и отходов жизнедеятельности. Общие механизмы превращения химической энергии в полезную для поддержания жизни называются дыхание и метаболизм.

### Уровни организации жизни
Живые организмы представляют собой высокоорганизованные структуры, поэтому в биологии выделяют ряд уровней организации. В различных источниках некоторые уровни опускаются или совмещаются друг с другом. Ниже представлены основные уровни организации живой природы обособленно друг от друга.
- Молекулярный — уровень взаимодействия молекул, составляющих клетки и обуславливающих все её процессы.
- Клеточный — уровень, на котором рассматриваются клетки как элементарные единицы строения живого.
- Тканевой — уровень совокупностей сходных по строению и функциям клеток, образующих ткани.
- Органный — уровень отдельных органов, обладающих собственным строением (объединением типов тканей) и местоположением в организме.
- Организменный — уровень отдельного организма.
- Популяционно-видовой уровень — уровень популяции, составляемой совокупностью особей одного вида.
- Биогеоценотический — уровень взаимодействия видов между собой и с различными факторами окружающей среды.
- Биосферный уровень — совокупность всех биогеоценозов, включающих и обуславливающих все явления жизни на Земле.

## Биологические науки
Большинство биологических наук являются дисциплинами с более узкой специализацией. Традиционно они группируются по типам исследуемых организмов:
- ботаника изучает растения, водоросли и грибоподобные организмы,
- зоология — животных и протистов,
- микробиология — микроорганизмы и вирусы,
- микология — грибы (ранее являлась разделом ботаники).

Области внутри биологии далее делятся либо по масштабам исследования, либо по применяемым методам:
- биохимия изучает химические основы жизни,
- биофизика изучает физические основы жизни,
- молекулярная биология — сложные взаимодействия между биологическими молекулами,
- клеточная биология и цитология — основные строительные блоки многоклеточных организмов, клетки,
- гистология и анатомия — строение тканей и организма из отдельных органов и тканей,
- физиология — физические и химические функции органов и тканей,
- этология — поведение живых существ,
- экология — взаимозависимость различных организмов и их среды,
- генетика — закономерности наследственности и изменчивости,
- биология развития — развитие организма в онтогенезе,
- палеобиология и эволюционная биология — зарождение и историческое развитие живой природы.

На границах со смежными науками возникают: биомедицина, биофизика (изучение живых объектов физическими методами), биометрия, биоинформатика и т. д. В связи с практическими потребностями человека возникают такие направления, как космическая биология, социобиология, физиология труда, бионика.
Биологические науки используют методы наблюдения, описания, сравнения, исторического сравнения, экспериментов (опыта) и моделирования (в том числе компьютерного).

### Биологические дисциплины
Акарология — Анатомия — Альгология — Антропология — Апиология — Арахнология — Бактериология — Биогеография — Биогеоценология — Биотехнология — Биоинформатика — Биология океана — Биология развития — Биометрия — Бионика — Биосемиотика — Биоспелеология — Биофизика — Биохимия — Ботаника — Биомеханика — Биоценология — Биоэнергетика — Бриология — Вирусология — Гельминтология — Генетика — Геоботаника — Герпетология — Гидробиология — Гименоптерология — Гистология — Дендрология — Диптерология — Зоология — Зоопсихология — Иммунология — Ихтиология — Колеоптерология — Космическая биология — Ксенобиология — Лепидоптерология — Лихенология — Малакология — Микология — Микробиология — Мирмекология — Молекулярная биология — Морфология — Нейробиология — Орнитология — Одонатология — Ортоптерология — Палеонтология — Палинология — Паразитология — Радиобиология — Систематика — Системная биология — Синтетическая биология — Таксономия — Теоретическая биология — Териология — Токсикология — Фенология — Физиология — Физиология ВНД — Физиология животных и человека — Физиология растений — Фитопатология — Флористика — Цитология — Эволюционная биология — Экология — Эмбриология — Эндокринология — Энтомология — Этология.

## История биологии
Хотя концепция биологии как особой естественной науки возникла в XIX веке, биологические дисциплины зародились ранее в медицине и естественной истории. Обычно их традицию ведут от таких античных учёных, как Аристотель и Гален через арабских медиков аль-Джахиза, ибн-Сину, ибн-Зухра и ибн-аль-Нафиза. В эпоху Возрождения биологическая мысль в Европе была революционизирована благодаря изобретению книгопечатания и распространению печатных трудов, интересу к экспериментальным исследованиям и открытию множества новых видов животных и растений в эпоху Великих географических открытий. В это время работали выдающиеся умы Андрей Везалий и Уильям Гарвей, которые заложили основы современной анатомии и физиологии. Несколько позже Линней и Бюффон совершили огромную работу по классификации форм живых и ископаемых существ. Микроскопия открыла для наблюдения ранее неведомый мир микроорганизмов, заложив основу для развития клеточной теории. Развитие естествознания, отчасти благодаря появлению механистической философии, способствовало развитию естественной истории.
К началу XIX века некоторые современные биологические дисциплины, такие как ботаника и зоология, достигли профессионального уровня. Лавуазье и другие химики и физики начали сближение представлений о живой и неживой природе. Натуралисты, такие как Александр Гумбольдт, исследовали взаимодействие организмов с окружающей средой и его зависимость от географии, закладывая основы биогеографии, экологии и этологии. В XIX веке развитие учения об эволюции постепенно привело к пониманию роли вымирания и изменчивости видов, а клеточная теория показала в новом свете основы строения живого вещества. В сочетании с данными эмбриологии и палеонтологии эти достижения позволили Чарльзу Дарвину создать целостную теорию эволюции, в основе которой лежит естественный отбор. К концу XIX века идеи самозарождения окончательно уступили место теории инфекционного агента как возбудителя заболеваний. Но механизм наследования родительских признаков всё ещё оставался тайной.
В начале XX века Томас Морган и его ученики заново открыли законы, исследованные ещё в середине XIX века Грегором Менделем, после чего начала быстро развиваться генетика. К 1930-м годам сочетание популяционной генетики и теории естественного отбора породило современную эволюционную теорию или неодарвинизм. Благодаря развитию биохимии были открыты ферменты и началась грандиозная работа по описанию всех процессов метаболизма. Раскрытие структуры ДНК Уотсоном и Криком дало мощный толчок для развития молекулярной биологии. За ним последовало постулирование центральной догмы, расшифровка генетического кода, а к концу XX века — и полная расшифровка генетического кода человека и ещё нескольких организмов, наиболее важных для медицины и сельского хозяйства. Благодаря этому появились новые дисциплины геномика и протеомика. Хотя увеличение количества дисциплин и чрезвычайная сложность предмета биологии породили и продолжают порождать среди биологов всё более узкую специализацию, биология продолжает оставаться единой наукой, и данные каждой из биологических дисциплин, в особенности геномики, применимы во всех остальных.